# Scott Reef, Queensland
Scott Reef är ett rev på Stora Barriärrevet i Australien.   Det ligger 48 km sydost om Cairns i delstaten Queensland.